# 杨立 (后唐)
杨立（？—924年7月13日），五代十国后唐变乱人物。
杨立原为潞州小校。开始事奉李嗣昭及李继韬，父子二人都很厚待他。李继韬被诛，他痛心失意。同光二年（924年）四月，唐庄宗下诏以潞州兵三万人驻守涿州，将要出发，众人商谋：“我等事奉已故节度使二十年，衣食丰足，未尝出征边塞，如果在边塞有什么差错，白骨将如何归来？不如据城自固，事成则能富贵。”于是聚众百余人，攻大子城东门，城中开始骚乱。副使李继珂和监军张机祚出逃。杨立自称留后，率军民上表请担任节度使。唐庄宗大怒，命李嗣源与李绍真攻讨，一月攻克，生擒杨立及其同党十余人，送到京城洛阳，在市中磔死。杨立凭借潞州城高池深起兵，唐庄宗下诏诸道撤销防城之备。